# Westerlo (Verenigde Staten)
Westerlo is een plaats in Albany County in de Amerikaanse staat New York. 

## Toponymie
De plaats werd vernoemd naar dominee Eilardus Westerlo uit Albany. Oorspronkelijk heette de town Chestertown.

## Geschiedenis
Westerlo werd gevormd door het samenvoegen van delen van de towns Coeymans and Rensselaerville in 1815.

## Stedenbanden
Westerlo heeft zusterbanden met de volgende steden of gemeenten:
- Westerlo (België), sinds 1988